# 利稲
利稲（りとう）とは、古代日本における出挙の返済時に徴収された利息。出挙は通常は穎稲の貸借形式で行われていたため、利息も穎稲によって返済されて「利稲」と称された。

## 概要
出挙には正税や公廨稲など国司等官司が行う「公出挙」と現地の豪族などの有力者が私的に行った「私出挙」に分けられる。『雑令』では、公出挙の上限利息を5割、私出挙の上限利息を10割という制限を設けた。その後、天平9年（737年）に私出挙は禁止され、延暦14年（795年）に公出挙の最高利息は3割を上限に引き下げられ、大同年間（具体的時期は不詳）に一旦5割に戻された後に、弘仁元年（810年）に再度3割に引き下げられて以後の定制となった。
出挙の利稲は官司の財政収入に組み入れられ、利稲なくしてその財政は維持できない仕組みとなっていた。このため、私出挙を禁止して公出挙の妨げを排除し、公出挙の上限利息を抑えることで出挙の機能維持に努めた。だが、禁止された私出挙も密かに行われ、その一方で公出挙は財政維持の観点から、人頭賦課として強制的な貸し付けが行われるようになり、平安時代に入ると田地の面積に応じた強制的な貸し付けに移行していった。更に10世紀に入ると、度重なる財政支出によって公出挙の元本すら確保できなくなった官司側は元本を貸し付けずに利稲のみを徴収する事例も登場し、一種の租税と化していった（利稲率徴制）。